# Dindon bleu de l'Ariège
Le dindon bleu de l'Ariège ou dindon lilas de l'Ariège est une race de dindon français à très faible effectif, originaire de l'Ariège, notamment de la vallée de la Lèze, et principalement élevée aujourd'hui en trois endroits de Midi-Pyrénées. Elle fut présentée en 1923 au comice agricole de Toulouse.

## Description
Réputée pour la finesse de sa chair blanche, c'est une race de petite taille au plumage ardoisé « bleu ». Ses origines sont assez floues. Elle semblerait être issue d'un croisement de dindon noir du Gers et d'une variété de dindons bleus venus d'Allemagne ou de Tchéquie. Elle est distincte du dindon bleu de Suède et du dindon ardoise bleu américain, variation homologuée en 1929. La dinde est une excellente pondeuse de gros œufs rosés de 80 grammes parsemés de plus ou moins grandes tâches rose-beige plus foncées.

## Histoire
Entre Lézat-sur-Lèze et Méras, on pouvait croiser encore dans les années 1960 des troupeaux de plusieurs centaines de ce dindon bleu « del paìs » qui côtoyait le dindon noir du Gers. Ils étaient amené à pied sur les marchés locaux, conduits en troupeaux. Il périclita ensuite.
André Raymond, passionné de dindons, préserva précieusement cette souche restée dans la ferme familiale. Il la développa sérieusement dès le début des années 1980. Seuls des croisements avec le dindon noir du Gers ont permis de la sauver en évitant aussi une trop importante consanguinité.
Cependant, le gène bleu est resté très fixé et la taille plus réduite a pu être retrouvée facilement par la sélection.

## Sauvegarde
Une association pour la sauvegarde et la promotion du dindon noir du Gers et du dindon bleu de l'Ariège a été créée.